# Ca les Estanyoles
Ca les Estanyoles o Mas Estanyol és un mas pairal situat a uns cent metres del barri de l'Estació de Llofriu (terme municipal de Palafrugell), al camí que mena al cementiri. S'hi accedeix a través del carrer de la Tramuntana i es considera l'edificació més antiga del sector de l'Estació, ja que podria datar del segle xvii. És una masia de planta rectangular en sentit est-oest de planta baixa i dues plantes pis, amb un cos de planta baixa i tres plantes pis. Els vessants de la coberta són perpendiculars a la façana principal sud, a diferents nivells.
Els Riera-Estanyol són una família de pagesos hisendats documentats a Llofriu
almenys des del segle xv. Hi trobem membres eclesiàstics, pagesos i comerciants del sector surotaper; aquest és el cas de Josep Riera i Casals (mort el 1895), de qui es conserva una abundant
correspondència.
El fons documental es va conservar a les golfes del mas pairal, d'on va ser recollit per M. Lluïsa Riera Fabra, l'hereva. D'ella va arribar a mans de Lluïsa Bachs i Benítez, que al seu torn en va fer donació a l'Arxiu Municipal de Palafrugell. A primer cop d'ull, la documentació més antiga del fons està vinculada a Pere Estanyol i Antoni Geli Estanyol, i la formació del patrimoni familiar des de finals del segle xv i durant tot el segle xvi. Entre aquesta documentació més antiga sovint es fa esment de Llofriu, però també d'altres poblacions empordaneses. Dins del fons hi ha documentació del mas Mascort, de Palafrugell. Aquesta heretat es va integrar al patrimoni Riera al segle xix i va quedar dividida en set parts. El mas Mascort prové de l'hereu Melcior Mascort Casals (1874-1933), fill del matrimoni entre Josep Mascort Bonet i Maria del Carme Casals Sabenyà, aquesta última descendent per línia materna dels Riera (vegeu bibliografia: Mascort et al., p. 112, element 13).